# Kaarlo Wilska
Kaarlo Wilska (31 de enero de 1910 – 15 de noviembre de 1981) fue un actor finlandés.

## Biografía
Su nombre completo era Kaarlo Johannes Wilska, y nació en Víborg, Finlandia. Kaarlo Wilska trabajó para la productora cinematográfica Suomen Filmiteollisuus durante décadas. En 1964 se incorporó a Yleisradio como director de producción de TV 1, puesto del que se retiró a finales de 1975. 
Sus actuaciones fueron en papeles de reparto, destacando de entre sus películas Tuntematon sotilas (1955) y Hän varasti elämän (1962), así como el telefilm Kahdeksan surmanluotia (1972).
Kaarlo Wilska falleció en Helsinki, Finlandia, en el año 1981. Había estado casado con la actriz Maininki Sippola.